# ماکس گولشتورف
ماکس گولشتورف (آلمانی: Max Gülstorff؛ ۲۳ مارس ۱۸۸۲ – ۶ فوریهٔ ۱۹۴۷) هنرپیشه و کارگردان تئاتر اهل کشور آلمان بود. وی بین سال‌های ۱۹۱۶ تا ۱۹۴۹ میلادی فعالیت می‌کرد.